# Винарце
Винарце је насељено место града Лесковца у Јабланичком округу. Према попису из 2022. било је 2327 становника.
Овде се налазе Споменик у Винарцу и Железничка станица Винарци.

## Положај
Село Винарце лежи у југозападном делу Лесковачке котлине, у доњем току Јабланице. Оно је на оном делу Јабланице где та река скреће, из југозападног у северни правац, прибијајући се, на сектору села Живкова (Дупљане), уз западни обод котлине. Насеље је на левој и десној обали Јабланице, на темену њене терасе високе 3—5 метара. На тој страни у водопадној алувијалној равни је и најважнији крај са 12 ромских кућа. Изнад овог главног дела насеља, у лактастом току Јабланице, уз супротну вишу конвексну обалу винарачког меандра, на лесковачком путу је "ново Винарачко насеље " са двадесетак српских и 50 ромских кућа. Лежећи у лакту Јабланице, углавном улево од њеног тока, Винарце је у насеобинском низу Лесковачке котлине који је претежно лоциран на морфолошкој граници дна и западног обода. Тај низ насеља се везује правцем С-Ј, готово свом дужином обода, од Кочана до Доње Стопање, с којима је територијално срасло, чини насеобинску симбиозу.

## Порекло становништва
Становништво Винарца је, колико се може данашњим испитивањем утврдити поглавито стариначко. Досељених родова има само неколико. Није искључено да су неки родови који се данас издају за старинце, у ствари стари досељеници који су заборавили своје порекло.
Винарачки "староседеоци" су знатне старине.

## Прошлост насеља
Судећи по великој старини становништва, траговима првобитног насеља и остацима средњовековне вегетације може се доста са сигурношћу сматрати да је Винарце средњовековно насеље. Није искључена претпоставка да је оно припадало црквеном властелинству негдашњег манастира на чијим је темељима подигнута данашња црква Светог Николе у селу Доње Стопање.

## Етимологија
Према легенди, село је добило име након временске непогоде, града и кише, која је погодила крај, неке јесени када је грожђе у оближњим виноградима било зрело. Потоцима је потекла вода помешана са свежим вином које је од грожђа начинио град. Након тога су људи стално причали о томе и из потребе да дају име месту прозвали су га Винарце.

## Демографија
У насељу Винарце живи 2397 пунолетних становника, а просечна старост становништва износи 38,6 година (38,2 код мушкараца и 39,1 код жена). У насељу има 837 домаћинстава, а просечан број чланова по домаћинству је 3,69.
Ово насеље је углавном насељено Србима (према попису из 2002. године).
|             | \| Демографија[2] \| Демографија[2] \| Демографија[2] \| \| Година \| Становника \| Становника \| \| -------------- \| -------------- \| -------------- \| \| 1948. \| 2.179 \| \| \| 1953. \| 2.247 \| \| \| 1961. \| 2.414 \| \| \| 1971. \| 2.796 \| \| \| 1981. \| 3.006 \| \| \| 1991. \| 3.186 \| 3.161 \| \| 2002. \| 3.090 \| 3.199 \| \| 2011. \| 2.730 \| \| \| 2022. \| 2.327 \| \| |            |
| Демографија | |            |
| Година      | Становника | Становника |
| 1948.       | 2.179 |            |
| 1953.       | 2.247 |            |
| 1961.       | 2.414 |            |
| 1971.       | 2.796 |            |
| 1981.       | 3.006 |            |
| 1991.       | 3.186 | 3.161      |
| 2002.       | 3.090 | 3.199      |
| 2011.       | 2.730 |            |
| 2022.       | 2.327 |            |

| Етнички састав према попису из 2002.‍ | Етнички састав према попису из 2002.‍ | Етнички састав према попису из 2002.‍ | Етнички састав према попису из 2002.‍ | Етнички састав према попису из 2002.‍ |
| ------------------------------------ | ------------------------------------ | ------------------------------------ | ------------------------------------ | ------------------------------------ |
|                                      |                                      |                                      |                                      |                                      |
| Срби                                 | Срби                                 |                                      | 2.503                                | 81,00%                               |
| Роми                                 | Роми                                 |                                      | 575                                  | 18,60%                               |
| Бугари                               | Бугари                               |                                      | 7                                    | 0,22%                                |
| Црногорци                            | Црногорци                            |                                      | 1                                    | 0,03%                                |
| непознато                            | непознато                            |                                      | 3                                    | 0,09%                                |

| \| \| м \| \| \| ж \| \| ? \| 6 \| \| \| 10 \| \| 80+ \| 24 \| \| \| 30 \| \| 75—79 \| 34 \| \| \| 62 \| \| 70—74 \| 67 \| \| \| 87 \| \| 65—69 \| 86 \| \| \| 87 \| \| 60—64 \| 100 \| \| \| 79 \| \| 55—59 \| 74 \| \| \| 76 \| \| 50—54 \| 113 \| \| \| 98 \| \| 45—49 \| 131 \| \| \| 109 \| \| 40—44 \| 106 \| \| \| 96 \| \| 35—39 \| 105 \| \| \| 107 \| \| 30—34 \| 98 \| \| \| 99 \| \| 25—29 \| 98 \| \| \| 114 \| \| 20—24 \| 106 \| \| \| 109 \| \| 15—19 \| 103 \| \| \| 105 \| \| 10—14 \| 110 \| \| \| 104 \| \| 5—9 \| 98 \| \| \| 85 \| \| 0—4 \| 88 \| \| \| 86 \| \| Просек : \| 38,2 \| \| \| 39,1 \| |      |  |  |      |
| |      |  |  |      |
| | м    |  |  | ж    |
| ? | 6    |  |  | 10   |
| 80+ | 24   |  |  | 30   |
| 75—79 | 34   |  |  | 62   |
| 70—74 | 67   |  |  | 87   |
| 65—69 | 86   |  |  | 87   |
| 60—64 | 100  |  |  | 79   |
| 55—59 | 74   |  |  | 76   |
| 50—54 | 113  |  |  | 98   |
| 45—49 | 131  |  |  | 109  |
| 40—44 | 106  |  |  | 96   |
| 35—39 | 105  |  |  | 107  |
| 30—34 | 98   |  |  | 99   |
| 25—29 | 98   |  |  | 114  |
| 20—24 | 106  |  |  | 109  |
| 15—19 | 103  |  |  | 105  |
| 10—14 | 110  |  |  | 104  |
| 5—9 | 98   |  |  | 85   |
| 0—4 | 88   |  |  | 86   |
| Просек : | 38,2 |  |  | 39,1 |

| Година пописа     | 1948. | 1953. | 1961. | 1971. | 1981. | 1991. | 2002. |
| ----------------- | ----- | ----- | ----- | ----- | ----- | ----- | ----- |
| Број домаћинстава | 356   | 407   | 489   | 628   | 704   | 764   | 837   |

| Број чланова      | 1  | 2   | 3   | 4   | 5   | 6   | 7  | 8 | 9 | 10 и више | Просек |
| ----------------- | -- | --- | --- | --- | --- | --- | -- | - | - | --------- | ------ |
| Број домаћинстава | 84 | 180 | 129 | 183 | 112 | 103 | 30 | 9 | 4 | 3         | 3,69   |

| Пол    | Укупно | Неожењен/Неудата | Ожењен/Удата | Удовац/Удовица | Разведен/Разведена | Непознато |
| ------ | ------ | ---------------- | ------------ | -------------- | ------------------ | --------- |
| Мушки  | 1.251  | 241              | 908          | 82             | 20                 | 0         |
| Женски | 1.268  | 176              | 910          | 153            | 29                 | 0         |
| УКУПНО | 2.519  | 417              | 1.818        | 235            | 49                 | 0         |

| Пол    | Укупно                    | Пољопривреда, лов и шумарство | Рибарство                            | Вађење руде и камена | Прерађивачка индустрија       |
| ------ | ------------------------- | ----------------------------- | ------------------------------------ | -------------------- | ----------------------------- |
| Мушки  | 723                       | 256                           | 0                                    | 0                    | 105                           |
| Женски | 441                       | 170                           | 0                                    | 0                    | 101                           |
| Укупно | 1.164                     | 426                           | 0                                    | 0                    | 206                           |
|        |                           |                               |                                      |                      |                               |
| Пол    | Производња и снабдевање   | Грађевинарство                | Трговина                             | Хотели и ресторани   | Саобраћај, складиштење и везе |
| Мушки  | 11                        | 34                            | 190                                  | 9                    | 35                            |
| Женски | 1                         | 1                             | 93                                   | 7                    | 0                             |
| Укупно | 12                        | 35                            | 283                                  | 16                   | 35                            |
|        |                           |                               |                                      |                      |                               |
| Пол    | Финансијско посредовање   | Некретнине                    | Државна управа и одбрана             | Образовање           | Здравствени и социјални рад   |
| Мушки  | 0                         | 3                             | 20                                   | 26                   | 17                            |
| Женски | 1                         | 1                             | 9                                    | 9                    | 32                            |
| Укупно | 1                         | 4                             | 29                                   | 35                   | 49                            |
|        |                           |                               |                                      |                      |                               |
| Пол    | Остале услужне активности | Приватна домаћинства          | Екстериторијалне организације и тела | Непознато            | Непознато                     |
| Мушки  | 5                         | 0                             | 0                                    | 12                   | 12                            |
| Женски | 7                         | 0                             | 0                                    | 9                    | 9                             |
| Укупно | 12                        | 0                             | 0                                    | 21                   | 21                            |